# Allotexiweckelia hirsuta
Allotexiweckelia hirsuta är en kräftdjursart som beskrevs av John R. Holsinger 1980. Allotexiweckelia hirsuta ingår i släktet Allotexiweckelia och familjen Hadziidae. Inga underarter finns listade i Catalogue of Life.